# Port Doha
Port morski Doha leży nad Zatoką Perską, w mieście Doha w Katarze.
Port Doha składa się z basenu głównego i mniejszego basenu wewnętrznego. W pobliżu leży kilka  marin i port wojenny.
W 2007 port obsłużył 635 statków o łącznej nośności ponad 7,3 mln ton.
Port może obsłużyć statki o długości do 200 m i szerokości do 32 m.